# Adolf Tolkachev
Adolf Georgiyevich Tolkachev (en ruso: Адольф Георгиевич Толкачёв; 6 de enero de 1927 en Aktyubinsk (ahora Aktobe), Kazakh ASSR, Unión Soviética – 24 de septiembre de 1986) fue un ingeniero electrónico soviético que proporcionó documentos clave a la Agencia Central de Inteligencia de los Estados Unidos (CIA) entre 1979 y 1985. Al trabajar en la oficina de diseño de radares soviética Phazotron como uno de los principales diseñadores, Tolkachev proporcionó a la CIA información completa y detallada sobre proyectos como el R-23, R-24, R-33, R-27 y R-60, S-300 sistemas de misiles; radares de aviones interceptores de caza utilizados en el MiG-29, MiG-31 y Su-27; y otra aviónica. En 1986 fue condenado a pena de muerte por fusilamiento por sus actividades de espionaje a favor de occidente.

## Carrera
Tolkachev afirmó que su desconfianza hacia el gobierno soviético surgió de la persecución de los padres de su esposa que habían sufrido bajo Iósif Stalin. Le dijo a la CIA que se inspiró en Aleksandr Solzhenitsyn y Andrei Sakharov.
Desde enero de 1977 hasta febrero de 1978, Tolkachev intentó acercarse cinco veces a automóviles con matrículas diplomáticas estadounidenses en Moscú, coincidentemente acercándose al jefe de la oficina de la CIA en Moscú, Gardner Hathaway, en una estación de servicio, pero la CIA desconfiaba de las operaciones de contrainteligencia de la KGB. En su quinto intento, la CIA asignó a un oficial de habla rusa llamado John I. Guilsher para que se pusiera en contacto con él. Finalmente, Tolkachev estableció su buena fe con datos de inteligencia que resultaron ser de un valor "incalculable" para los expertos estadounidenses. La Fuerza Aérea de EE. UU. cambió completamente de dirección en un paquete electrónico de $70 millones para el F-15 Eagle como resultado de la inteligencia de Tolkachev, aunque el historiador Benjamin B. Fischer dice que este era "el costo total proyectado, no un ahorro de costos".
Tolkachev se resistió al uso de métodos tradicionales de la CIA, incluidos puntos muertos y radios. Prefería las reuniones personales, ya que le gustaba reunirse con agentes. También le dieron medicinas y chequeos médicos durante las visitas. Un periódico vinculado a la KGB escribió más tarde que la CIA mostró un gran cuidado por Tolkachev y que la forma en que lo trataron fue "conmovedora".
Tolkachev descubrió que muchos de los procedimientos proporcionados por la CIA eran ineficaces y corrían el riesgo de delatarlo. Tolkachev desarrolló muchas formas diferentes de eludir la seguridad soviética, a pesar de los cambios de rutina que interferían con sus actividades. Repetidamente encontró fallas en la seguridad, encontrando formas de revisar documentos sin dejar un registro, así como formas de llevar documentos a casa o a áreas de las instalaciones donde tenía acceso a una mejor luz y más privacidad. Cuando las cámaras provistas por la CIA no funcionaron como se esperaba, Tolkachev ideó una forma de usar una cámara civil en su lugar. Desarrolló sus propios procedimientos que aumentaron en gran medida la producción y la calidad de su trabajo. En una sola reunión proporcionó casi 200 rollos de película y más de 150 rollos en otra reunión. También incluyó notas detalladas y explicaciones de la información dentro de las fotos para ayudar a comprender los documentos.
Tolkachev inicialmente rechazó cualquier pago por su servicio, sabiendo que levantarían sospechas. Pidió materiales de arte, música y otros artículos para su hijo. Debido a que él mismo no aceptaría pagos, los pagos simbólicos se depositaron en una cuenta en el extranjero como señal de gratitud. Tolkachev se negó a abandonar la Unión Soviética porque su esposa creía que sentiría nostalgia. Eventualmente solicitó que los intereses de sus cuentas se le pagaran en rublos, para que pudiera intentar sobornar a cualquier compañero de trabajo que pudiera descubrir su actividad. En caso de que no pudiera sobornar para salir de una situación, Tolkachev solicitó píldoras de veneno para suicidarse en caso de que lo capturaran y para limitar la información que la KGB podría obtener al interrogarlo. Los pagos se realizaron a pesar de que Tolkachev sabía que nunca podría acceder a los fondos restantes. Fue más allá de lo requerido por su acuerdo de pago y proporcionó información cada vez que estuvo disponible para él, no solo cuando estaba programado para recibir compensación o atención.

## Compromiso y arresto
En algún momento de 1985, Tolkachev se vio comprometido. Mientras intentaba reunirse con Tolkachev, un oficial de la CIA fue arrestado e interrogado en la sede y prisión de la KGB en Lubianka, y se le confiscaron materiales incriminatorios, incluido equipo de espionaje como cámaras. Se cree que la fuente de la exposición fue Edward Lee Howard, un ex oficial de la CIA que huyó a Moscú para evitar los cargos de traición. Aldrich Ames aparentemente también entregó su nombre a los soviéticos.
El 9 de junio de 1985 Tolkachev fue arrestado por la KGB cuando regresaba a Moscú desde el campo y luego fue juzgado y ejecutado. Con mucha planificación a lo largo de los años, Tolkachev había separado cuidadosamente su trabajo de espionaje de su familia, sin embargo, su esposa Natalia también fue encarcelada durante tres años en 1986 acusada de apoyar la alta traición. Su hijo Oleg Tolkachev ahora es arquitecto.La CIA nunca reveló si los fondos acumulados de Adolf Tolkachev fueron entregados a su familia.
El arresto de Tolkachev, comandado por el teniente coronel Vladimir Zaitsev de la KGB, fue llevado a cabo por el grupo Alpha spetsnaz de la KGB. En 1986 fue condenado a pena de muerte por fusilamiento por sus actividades de espionaje a favor de occidente. Zaitsev también dice que la KGB mantuvo en secreto el arresto de Tolkachev para alimentar a la CIA con información errónea en el transcurso de 10 meses.

## Legado
Una pintura de Tolkachev de Kathy Krantz Fieramosca cuelga en la sede de la CIA en Langley. El escritor David E. Hoffman publicó The Billion Dollar Spy, sobre la vida de Tolkachev, en 2015.

## Escepticismo
Fischer, exjefe de historiadores de la CIA, ha presentado una visión contraria del caso Tolkachev. Él argumenta que:
- Dado que Tolkachev "hizo no menos de seis o siete intentos de ponerse en contacto con la estación [de la CIA] en Moscú", incluidos altos funcionarios de la CIA, es poco plausible que la KGB no lo haya detectado.[9]Esto ignora que solo preguntó si los agentes eran estadounidenses y luego les envió notas.[5]
- Tolkachev afirmó que llevó documentos a casa para fotografiarlos durante el almuerzo, pero viajar en transporte público le habría llevado alrededor de una hora.[10]Esto ignora tanto que era un procedimiento estándar que los empleados salieran durante el almuerzo para hacer recados, como que Tolkachev no pudo seguir usando su casa para recopilar información de inteligencia, sino que encontró baños y otros lugares en las instalaciones donde podía tomar fotografías en la intimidad.[11]
- Dado que Tolkachev afirmó estar pidiendo documentos que estaban fuera de su área de trabajo o autorización de seguridad, entonces no podría obtenerlos sin despertar sospechas en las instalaciones seguras custodiadas por la KGB.[12]Esto ignora que Tolkachev planteó estas preocupaciones y que Tolkachev reemplazó la tarjeta utilizada para mantener registros de sus retiros de libros, y que no existía ningún sistema para que la KGB filtrara los retiros de documentos por tema.[11]

Fischer también cuestiona el valor de la inteligencia proporcionada por Tolkachev, afirmando que dado que CIA HUMINT solo constituyó "un pequeño ingrediente" del proceso de toma de decisiones del Pentágono, no se le puede atribuir a Tolkachev el ahorro de miles de millones de dólares a los contribuyentes.Concluye que Tolkachev era un agente "colgado" dirigido por la KGB para obtener equipo técnico de la CIA, como cámaras espía, proyectar una imagen falsa de la vitalidad económica y militar soviética, y absorber a la CIA en un proceso que requería recursos y tiempo. operación.
Sin embargo, contradiciendo las afirmaciones de Fischer, el Politburó soviético discutió sobre Tolkachev el 25 de septiembre de 1986 y altos funcionarios soviéticos declararon que "fue atrapado con dos millones de rublos" y "entregó secretos técnico-militares muy importantes al enemigo". La transcripción de la conversación dice que Tolkachev había sido ejecutado el día anterior por su espionaje en nombre de los EE. UU. El historiador Nicholas Dujmovic criticó el artículo de Fischer como "especulativo", diciendo que hace "pocas declaraciones fácticas". Hoffman refutó la teoría de Fischer y reafirmó que Tolkachev proporcionó información técnica genuina. Fischer respondió que la CIA no ha hecho pública la información proporcionada por Tolkachev; que la transcripción del Politburó es "sospechosa" y posiblemente falsificada; y que la KGB, que dirigía otros "colgantes" que proporcionaban inteligencia sobre tecnologías de armas soviéticas, también tenía el control de Tolkachev.